# Kobierniki (Mazovie)
Pour les articles homonymes, voir Kobierniki.
Kobierniki (prononciation : [kɔbjɛrˈniki]) est un village polonais de la gmina de Stara Biała dans le powiat de Płock de la voïvodie de Mazovie dans le centre-est de la Pologne.
Il se situe à environ 11 kilomètres au nord-ouest de Płock (siège du powiat) et à 106 kilomètres au nord-ouest de Varsovie (capitale de la Pologne).
Le village compte approximativement une population de 250 habitants.

## Histoire
De 1975 à 1998, le village appartenait administrativement à la voïvodie de Płock.